# چای‌دغیرمنی (دورک)
چای‌دغیرمنی (به ترکی استانبولی: Çaydeğirmeni) یک منطقهٔ مسکونی در ترکیه است که در استان زونگولداغ واقع شده‌است. چای‌دغیرمنی ۵٬۱۳۰ نفر جمعیت دارد و ۶۰ متر بالاتر از سطح دریا واقع شده‌است.